# New Orleans Hornets 2003-2004
La stagione 2003-04 dei New Orleans Hornets fu la 2ª nella NBA per la franchigia.
I New Orleans Hornets arrivarono terzi nella Central Division della Eastern Conference con un record di 41-41. Nei play-off persero al primo turno con i Miami Heat (4-3).

## Roster
| N° | Naz.                   | Ruolo | Sportivo          | Anno | Alt. | Peso |
| -- | ---------------------- | ----- | ----------------- | ---- | ---- | ---- |
| 1  | Stati Uniti (bandiera) | G     | Baron Davis       | 1979 | 191  | 95   |
| 2  | Stati Uniti (bandiera) | GA    | Stacey Augmon     | 1968 | 198  | 93   |
| 3  | Stati Uniti (bandiera) | G     | Darrell Armstrong | 1968 | 183  | 77   |
| 4  | Stati Uniti (bandiera) | G     | David Wesley      | 1970 | 183  | 86   |
| 5  | Stati Uniti (bandiera) | C     | Maurice Carter    | 1976 | 196  | 95   |
| 6  | Stati Uniti (bandiera) | G     | Tierre Brown      | 1979 | 188  | 86   |
| 8  | Stati Uniti (bandiera) | G     | Steve Smith       | 1969 | 201  | 91   |
| 9  | Stati Uniti (bandiera) | A     | George Lynch      | 1970 | 203  | 99   |
| 11 | Stati Uniti (bandiera) | G     | Shammond Williams | 1975 | 185  | 91   |
| 17 | Stati Uniti (bandiera) | G     | Bryce Drew        | 1974 | 188  | 84   |
| 21 | Canada (bandiera)      | C     | Jamaal Magloire   | 1978 | 211  | 117  |
| 24 | Stati Uniti (bandiera) | A     | Jamal Mashburn    | 1972 | 203  | 109  |
| 30 | Stati Uniti (bandiera) | A     | David West        | 1980 | 206  | 109  |
| 34 | Stati Uniti (bandiera) | A     | Robert Traylor    | 1977 | 203  | 129  |
| 42 | Stati Uniti (bandiera) | AC    | P.J. Brown        | 1969 | 211  | 102  |
| 45 | Stati Uniti (bandiera) | C     | Sean Rooks        | 1969 | 208  | 113  |

## Staff tecnico
- Allenatore: Tim Floyd
- Vice-allenatori: Alvin Gentry, Kenny Gattison, Jeff Bower, Jan van Breda Kolff
- Preparatore atletico: Terry Kofler
- Preparatore fisico: Marc Boff